# Steine von Killadeas

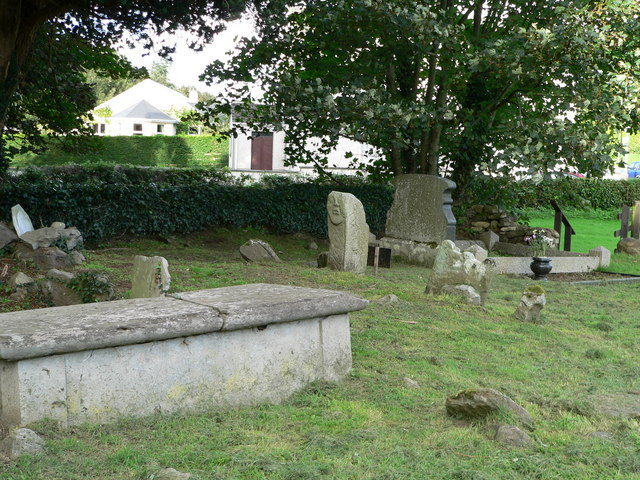
Bild des Friedhofs – im Zentrum der Bishop’s stone

Die Steine von Killadeas (irisch Cill Chéile Dé) im Townland Rockfield (Mín na Cloiche) nördlich von Enniskillen am Lower Lough Erne im County Fermanagh in Nordirland, bestehen aus einem Cross Slab (Kreuzstein), dem Bishop’s Stone (einem Stein mit einer Figurengravierung, der im Stil den Figuren von White Island entspricht), einem Lochstein (englisch holed stone) und einem Steinpfeiler (englisch pillar stone).

## Der Cross Slab
Der Kreuzstein ist ein rechteckiger Stein von etwa 1,3 m Höhe, 0,9 m Breite und 0,2 m Dicke. Er hat eine gerundete Spitze. Eine Seitenkante ist gerade, die andere ist beschädigt, der Stein war früher größer. Auf der Frontseite ist das Flachrelief eines Malteserkreuzes in einem Ring auf einem Schaft mit gegabelter Basis eingearbeitet. Dreifachknoten zieren die vier Enden des Kreuzes. Auf der Rückseite des Steins befinden sich mehr als 12 Schälchen (englisch cups) von denen einige randständig sind. Der Stein war wohl ursprünglich ein multipler Bullaun, der zu einem Kreuzstein umgearbeitet wurde. Der Kreuzstein steht 4,6 m nordwestlich des Steinpfeilers.

## Der Pillar stone
Der runde, leicht konische Steinpfeiler aus Konglomerat ist 1,16 m hoch und hat einen Umfang von 1,27 m bei etwa 0,4 m Durchmesser. Er ist ohne sichtbare Dekoration, von Flechten bedeckt und beschädigt. Aus dem 17. Jahrhundert ist überliefert, dass viele der Steine ursprünglich heidnische Steinsäulen waren, die im Rahmen des Steinkultes verehrt wurden. Er steht etwa 17 m nördlich der Nordwestecke des Kirchenschiffs der modernen Kirche.

## Der Bischofsstein
Der Stein mit der Figurengravierung ist 0,8 m hoch, 0,4 m breit, 0,25 m dick und in Beton gesetzt. Auf der schmalen Vorderseite ist das Gesicht einer kirchlichen Gestalt in Flachrelief dargestellt, darunter befindet sich ein Knotenmuster. Die auf der Westseite fortgesetzte Darstellung zeigt auch einen Bischofsstab, eine Glocke mit Klöppel und sogar die Schuhe. Spuren einer heute nicht mehr lesbaren Inschrift entlang der Rückseite der Figur wurden von Macalister als „Robarta“ gelesen. Der Stein steht etwa 35 m nördlich der Nordwestecke des Kirchenschiffs der modernen Kirche.

## Der Lochstein
Der Nord-Süd orientierte Lochstein aus Konglomerat ist 0,67 m hoch, 1,1 m lang und 0,3 m breit. Die Oberkante des Steins ist grob gerundet und ein ovales Loch von 0,36 × 0,26 m befindet sich mittig, unten. Die Funktion des Steins ist ungewiss. Der Lochstein steht etwa 3,0 m nordöstlich des Steinpfeilers.